# Karamah, Hama
Karama, Hama (tiếng Ả Rập: الكرامة) là một ngôi làng Syria nằm ở Al-Suqaylabiyah Nahiyah ở huyện Al-Suqaylabiyah, Hama. Theo Cục Thống kê Trung ương Syria (CBS), Karama, Hama có dân số 218 người trong cuộc điều tra dân số năm 2004.